# 玉野 (一宮市)
玉野（たまの）は、愛知県一宮市の地名。

## 地理

### 字一覧
- 杁ノ戸（いりのと）[WEB 6]
- 裏葭野（うらよしの）[WEB 6]
- 大崎（おおさき）[WEB 6]
- 大西（おおにし）[WEB 6]
- 奥田島（おくたじま）[WEB 6]
- 可海道（かなかいどう）[WEB 6]
- 上新田（かみしんでん）[WEB 6]
- 上葭野（かみよしの）[WEB 6]
- 河端（かわばた）[WEB 6]
- 北西（きたにし）[WEB 6]
- 北野方（きたのかた）[WEB 6]
- 郷裏（ごううら）[WEB 6]
- 郷前（ごうまえ）[WEB 6]
- 下新田（しもしんでん）[WEB 6]
- 下葭野（しもよしの）[WEB 6]
- 塚原（つかはら）[WEB 6]
- 涜漉（どぶろく）[WEB 6]
- 中新田（なかしんでん）[WEB 6]
- 中瀬（なかせ）[WEB 6]
- 中瀬古（なかせこ）[WEB 6]
- 中山（なかやま）[WEB 6]
- 長島（ながしま）[WEB 6]
- 西瀬古（にしせこ）[WEB 6]
- 西田島（にしたじま）[WEB 6]
- 蓮池（はすいけ）[WEB 6]
- 東瀬古（ひがしせこ）[WEB 6]
- 平（ひら）[WEB 6]
- 冨士裏（ふじうら）[WEB 6]
- 渕ケ巻（ふちがまき）[WEB 6]
- 前畑（まえばた）[WEB 6]
- 南野方（みなみのかた）[WEB 6]
- 宮崎（みやざき）[WEB 6]
- 柳原（やなぎはら）[WEB 6]
- 山（やま）[WEB 6]
- 蓬平（よもぎひら）[WEB 6]

### 河川・池沼
- 日光川

### 交通
- 名鉄尾西線玉野駅
- 愛知県道135号羽島稲沢線

### 施設
- 玉野緑地
- 平公民館
- カネスエ玉野センター

## 歴史

### 人口の変遷
国勢調査による人口および世帯数の推移。
| 1995年（平成7年）  | 685世帯 2466人 |  |
| 2000年（平成12年） | 679世帯 2294人 |  |
| 2005年（平成17年） | 736世帯 2293人 |  |
| 2010年（平成22年） | 722世帯 2167人 |  |
| 2015年（平成27年） | 807世帯 2212人 |  |
| 2020年（令和2年）  | 829世帯 2097人 |  |

### WEB
1. ↑  “愛知県一宮市の町丁・字一覧”.   人口統計ラボ. 2024年4月20日閲覧。
2. 1 2  総務省統計局 (2022年2月10日). “令和2年国勢調査の調査結果(e-Stat) - 男女別人口，外国人人口及び世帯数－町丁・字等” (CSV). 2023年8月2日閲覧。
3. ↑  “読み仮名データの促音・拗音を小書きで表記するもの(zip形式) 愛知県” (zip).   日本郵便 (2024年2月29日). 2024年3月26日閲覧。
4. ↑  “市外局番の一覧” (PDF).   総務省 (2022年3月1日). 2022年3月22日閲覧。
5. ↑  “ナンバープレートについて”.   一般社団法人愛知県自動車会議所. 2024年1月21日閲覧。
6. 1 2 3 4 5 6 7 8 9 10 11 12 13 14 15 16 17 18 19 20 21 22 23 24 25 26 27 28 29 30 31 32 33 34 35  “愛知県一宮市玉野の住所一覧”.   ゼンリン. 2024年8月2日閲覧。
7. ↑  総務省統計局 (2014年3月28日). “平成7年国勢調査の調査結果(e-Stat) - 男女別人口及び世帯数 －町丁・字等” (CSV). 2021年7月20日閲覧。
8. ↑  総務省統計局 (2014年5月30日). “平成12年国勢調査の調査結果(e-Stat) - 男女別人口及び世帯数 －町丁・字等” (CSV). 2021年7月20日閲覧。
9. ↑  総務省統計局 (2014年6月27日). “平成17年国勢調査の調査結果(e-Stat) - 男女別人口及び世帯数 －町丁・字等” (CSV). 2021年7月21日閲覧。
10. ↑  総務省統計局 (2012年1月20日). “平成22年国勢調査の調査結果(e-Stat) - 男女別人口及び世帯数 －町丁・字等” (CSV). 2021年7月21日閲覧。
11. ↑  総務省統計局 (2017年1月27日). “平成27年国勢調査の調査結果(e-Stat) - 男女別人口及び世帯数 －町丁・字等” (CSV). 2021年7月21日閲覧。